# كارول فريدريكس
كارول فريدريكس (بالإنجليزية: Carole Fredericks)‏ هي مغنية وموسيقية أمريكية، ولدت في 5 يونيو 1952 في سبرينغفيلد في الولايات المتحدة، وتوفيت في 7 يونيو 2001 في داكار في السنغال بسبب نوبة قلبية.

## وصلات خارجية
- الموقع الرسمي
- كارول فريدريكس على موقع IMDb (الإنجليزية)
- كارول فريدريكس على موقع ميوزك برينز (الإنجليزية)
- كارول فريدريكس على موقع ديسكوغز (الإنجليزية)
- كارول فريدريكس على موقع قاعدة بيانات الفيلم (الإنجليزية)